# Basílio I de Constantinopla
Basílio I de Constantinopla (em grego: Βασίλειος Α´ Σκαμανδρηνός), dito Escamandrino (Skamandrinos) por causa do mosteiro de Escamandro, fundado por ele, foi o patriarca de Constantinopla de 970 a 974 Antes de sua eleição como patriarca, ele foi um monge em Olimpos, na Síria, e continuou a levar uma vida monástica após a sua eleição. Como patriarca, ele foi acusado de ter conspirado contra o imperador e por ter violado as regras sagradas, mas ele se recusou a se apresentar perante a corte imperial. Ele foi deposto pelo imperador bizantino João I Tzimisces durante a controvérsia entre o Papa Bento VII e o Antipapa Bonifácio VII, pois apoiava o papa, enquanto o imperador era favorável ao antipapa.
Ele foi exilado e seguiu para Escamandro, onde morreu.
Durante o seu patriarcado, o chamado Tragos, o primeiro conjunto de regras do estado monástico de Monte Atos, foi escrito e ratificado. Ele foi chamado assim por causa do animal cuja pele foi utilizada para fazer o pergaminho no qual o texto foi escrito, um bode.